# Thực dân Pháp tại châu Mỹ
Thực dân Pháp tại châu Mỹ bắt đầu từ thế kỷ 16 và tiếp tục vào các thế kỷ sau khi Pháp thành lập một đế quốc thực dân ở Tây Bán cầu. Pháp thành lập các thuộc địa ở phần lớn phía đông Bắc Mỹ, trên một số đảo Caribe và Nam Mỹ. Hầu hết các thuộc địa được phát triển để xuất khẩu các sản phẩm như cá, gạo, đường và lông thú.
Khi họ xâm chiếm Tân Thế giới, Pháp đã thiết lập pháo đài và khu định cư sẽ trở thành những thành phố như Québec và Montréal ở Canada; Detroit, Green Bay, St. Louis, Cape Girardeau, Mobile, Biloxi, Baton Rouge và New Orleans ở Hoa Kỳ; và Port-au-Prince, Cap-Haïtien (thành lập là Cap-Français) ở Haiti, Cayenne ở Guyane thuộc Pháp và São Luís (thành lập là Saint-Louis de Maragnan) tại Brasil.

## Bắc Mỹ

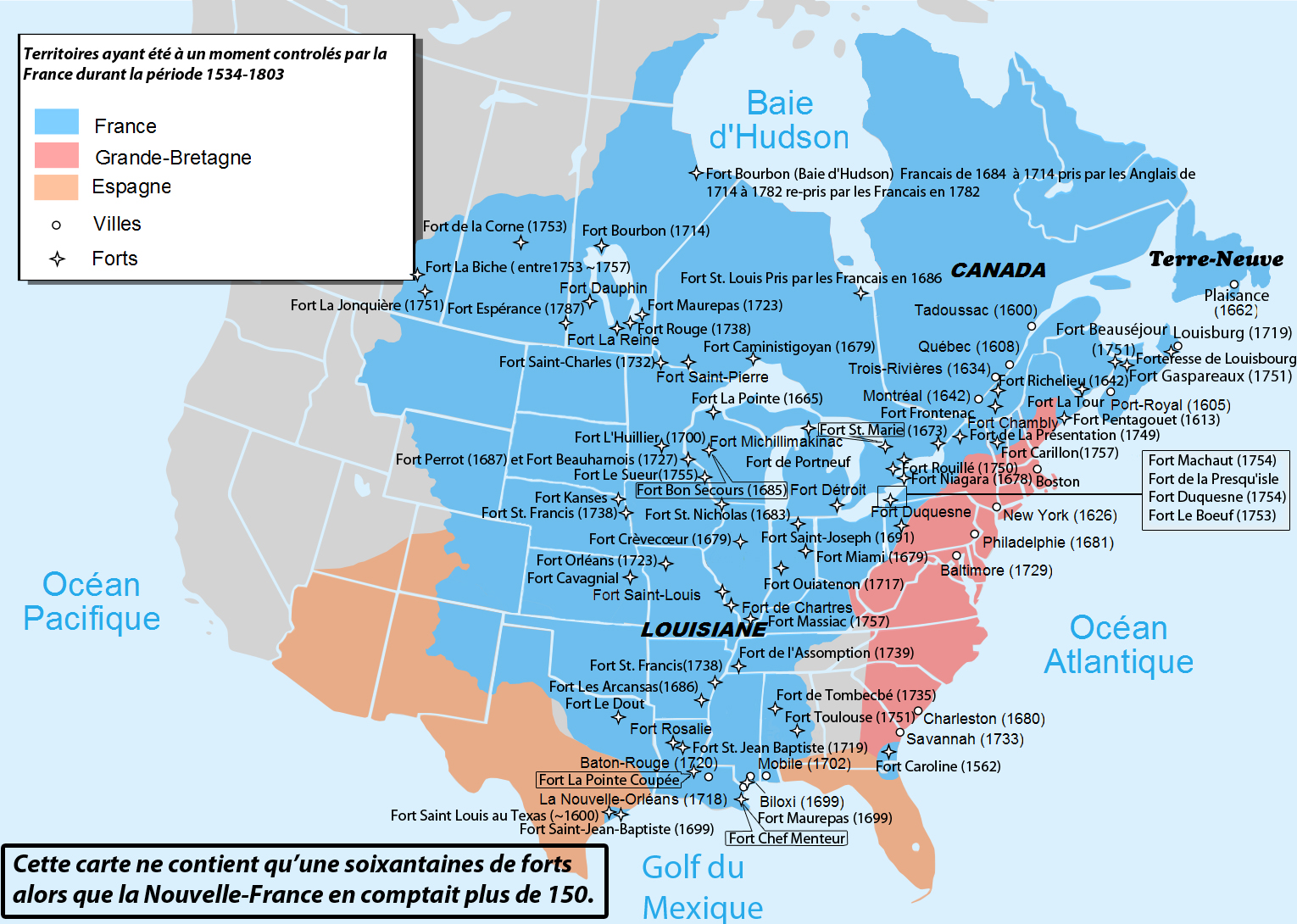
Bản đồ Bắc Mỹ năm 1750: Thuộc địa Pháp có màu xanh lam, Anh màu hồng và Tây Ban Nha màu cam.

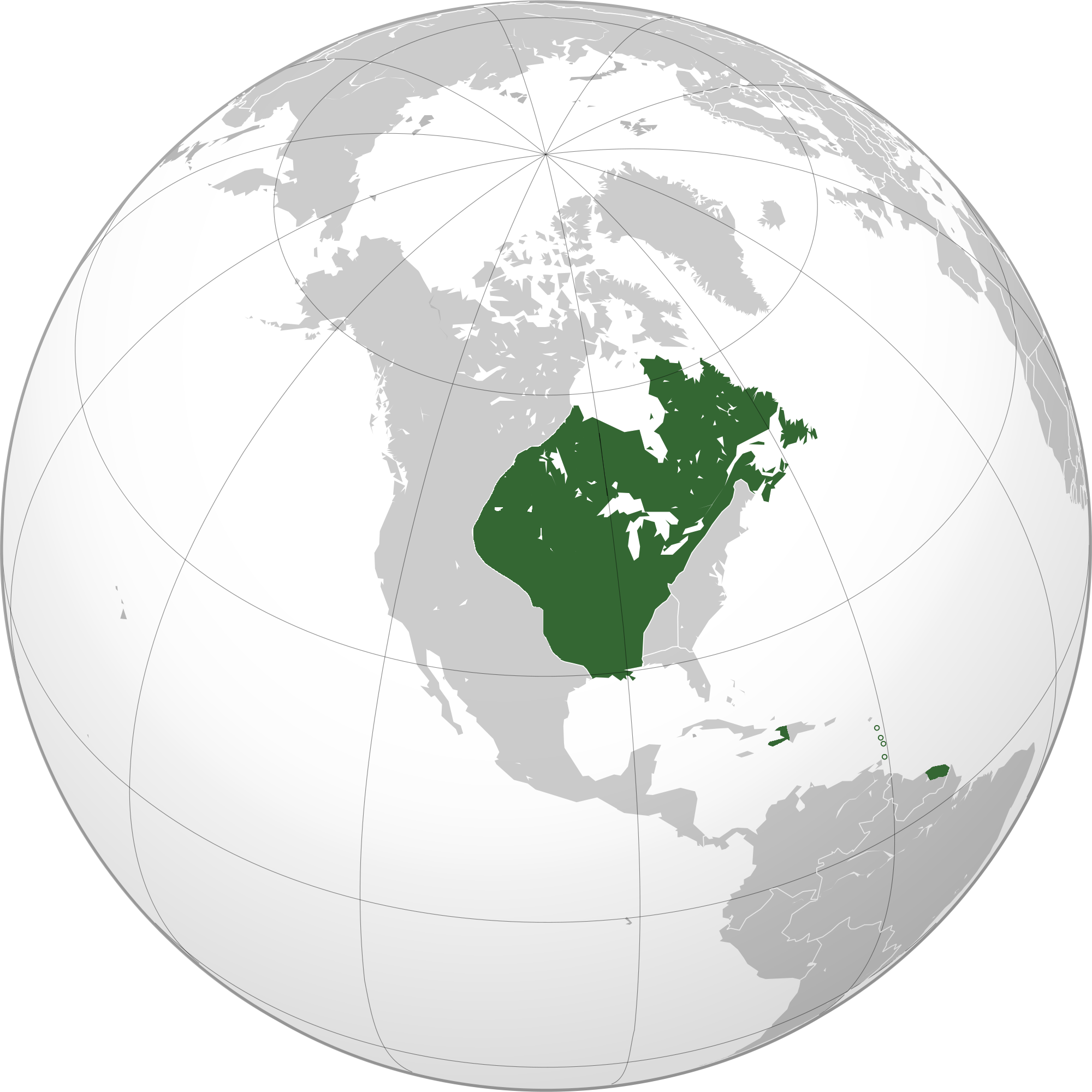
Thuộc địa Pháp tại châu Mỹ.

Giống như Bồ Đào Nha và Tây Ban Nha, những nhà thám hiểm Pháp đầu tiên đến khu vực này đang tìm kiếm các tuyến đường đến Ấn Độ và các mỏ kim loại quý. Năm 1524, vua Pháp đã phái nhà thám hiểm người Ý, ông Giovanni da Verrazano đi khám phá khu vực giữa Florida và Newfoundland để tìm đường đến Thái Bình Dương. Tuy nhiên, không đạt được mục tiêu của mình, ông là người đầu tiên trong lịch sử châu Âu được coi là đã khám phá bờ biển Bắc Đại Tây Dương (Mỹ và Canada). Một số người tin rằng Terra Nova được phát hiện vào năm 1472 bởi nhà hàng hải người Bồ Đào Nha João Vaz Corte Real, hai mươi năm trước khi Cristoforo Colombo hạ cánh tại châu Mỹ.
Năm 1534, Jacques Cartier thực hiện chuyến đi đầu tiên trong ba chuyến thám hiểm tới Terra Nova và sông São Lourenço. Năm 1541, Cartier đi tìm Vương quốc Saguenay huyền thoại và thành lập một khu định cư lâu dài ở São Lourenço. Vào tháng 8 năm 1541, một pháo đài có tên Charlesbourg-Royal đã được xây dựng, sau đó bị bỏ hoang, nơi ngày nay là Quebec. Cartie tiếp tục tìm kiếm địa điểm huyền thoại và đến sông Ottawa. Cartier trở lại Pháp vào năm 1542.
Năm 1562, vua Charles IX đã phái Jean Ribault và một nhóm Huguenot (Tin lành Pháp) đến tìm một thuộc địa ở Bắc Mỹ. Họ đã khám phá sông St. Johns, nơi hiện đang tọa lạc tại Jacksonville, Florida. Chỉ huy thứ hai René Goulaine de Laudonnière thành lập Pháo đài Caroline vào ngày 22 tháng 6 năm 1564. Năm 1565 Tây Ban Nha, qua Pedro Menéndez de Avilés, thành lập thuộc địa của St. Augustine 60 km về phía nam, đe dọa lực lượng Pháo đài Caroline của Pháp. Menéndez đã hành quân với quân đội của mình và cướp phá Pháo đài Caroline vào ngày 20 tháng 9 năm 1565, giết chết nhiều người và khiến Pháp phải rời khỏi khu vực vĩnh viễn.
Vào thế kỷ 16, Pháp, nơi tập trung lợi ích của mình ở Canada, đã thành lập Tadoussac vào năm 1599. Năm 1608, Samuel de Champlain thành lập một trạm giao dịch phát triển thành phố Québec, sau này trở thành thủ đô của thuộc địa Bắc Mỹ. Tại Québec, Champlain đã buộc phải liên minh với người bản địa chống lại cuộc tấn công của người da đỏ Iroquois. Cuộc thám hiểm Ngũ Đại Hồ tiếp tục và năm 1634 Jean Nicolet đến Wisconsin ngày nay. Năm 1663, Louis XIV tuyên bố Tân Pháp là thuộc địa của hoàng gia. Tàu thuyền chứa 775 phụ nữ đã được gửi đến kết hôn với những người định cư trong khu vực; dân số trong vùng bắt đầu tăng lên và đạt 85.000 người vào năm 1754. Bên ngoài lãnh địa hoàng gia, linh mục Dòng Tên và Huguenot tiếp tục định cư ở sông Hudson và New York.
Theo những con đường được mở ra bởi các nhà thám hiểm Marquette và Jolliet và René-Robert Cavelier, người Pháp đã đi qua đồng bằng Mississippi và vào năm 1682 đã thiết lập lãnh thổ Louisiana để vinh danh Louis XIV của Pháp. Các trụ sở giao dịch và công sự được xây dựng trong lãnh thổ mới. Năm 1684, Pháo đài Saint Louis được xây dựng, gần Victoria, Texas. Năm 1699, thuộc địa Louisiana đã được hợp nhất. Năm 1718, thành phố New Orleans được thành lập, thủ đô tương lai của thuộc địa. Do sự thuộc địa này, một số xung đột đã nảy sinh với người Anh và người bản xứ.
Vào ngày 10 tháng 2 năm 1783, Hiệp định Paris được ký kết, phân chia lãnh thổ Pháp giữa Anh và Tây Ban Nha. Trong Chiến tranh Napoléon, Pháp đã lấy lại một số tài sản của mình ở Bắc Mỹ, sau Hiệp ước Santo Ildefonso. Không quan tâm đến khu vực này, Napoléon cuối cùng đã bán lãnh thổ Louisiana cho Hoa Kỳ.

## Tây Ấn

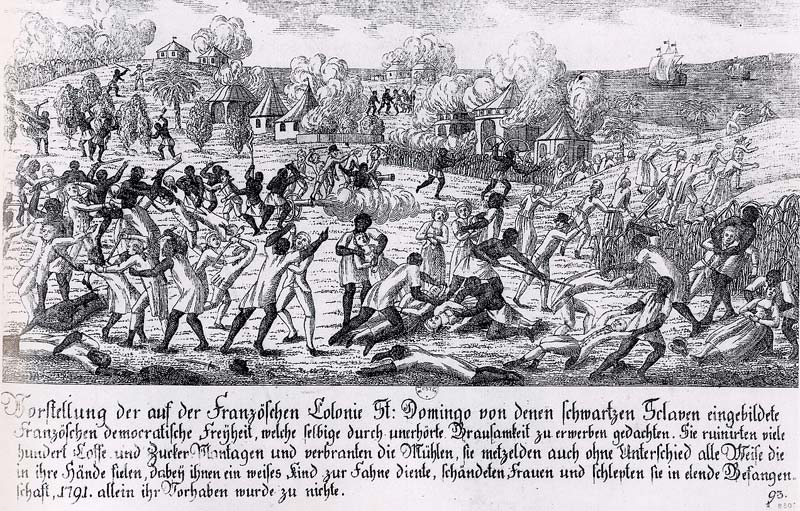
Cuộc nổi dậy nô lệ Saint-Todue năm 1791

Một khu định cư lớn của Pháp nằm trên đảo Hispaniola, nơi Pháp thành lập thuộc địa của Saint-Domingue ở phía tây thứ ba của đảo vào năm 1664. Biệt danh là "Hòn ngọc Antilles", Saint-Sebastue trở thành thuộc địa giàu có nhất vùng Caribbean do sản xuất nô lệ trồng mía. Nó có tỷ lệ tử vong nô lệ cao nhất ở Tây Bán Cầu. Một cuộc nổi dậy nô lệ năm 1791, cuộc nổi dậy nô lệ thành công duy nhất từng bắt đầu Cách mạng Haiti, dẫn đến tự do cho nô lệ của thuộc địa vào năm 1794 và một thập kỷ sau đó, độc lập hoàn toàn cho đất nước, tự đổi tên thành Haiti. Pháp cũng cai trị một thời gian ngắn phần phía đông hòn đảo, nay là Cộng hòa Dominica.
Trong thế kỷ 17 và 18, Pháp cai trị phần lớn là Tiểu Antilles vào nhiều thời điểm khác nhau. Các đảo nằm dưới sự cai trị của Pháp trong một phần hoặc toàn bộ thời gian này bao gồm Dominica, Grenada, Guadeloupe, Marie-Galante, Martinique, Saint-Barthélemy, Saint Croix, Saint Kitts, Saint Lucia, Saint Martin, Saint Vincent và Tobago. Kiểm soát nhiều hòn đảo này đã được tranh cãi giữa người Pháp, người Anh và người Hà Lan; trong trường hợp của Thánh Martin, hòn đảo bị chia làm hai, một tình trạng vẫn tồn tại cho đến ngày nay. Vương quốc Anh đã chiếm được một số đảo của Pháp trong Chiến tranh Bảy Năm và Chiến tranh Napoléon. Sau cuộc xung đột sau đó, Pháp vẫn giữ quyền kiểm soát Guadeloupe, Martinique, Marie-Galante, Saint Barthélemy và phần của Saint Martin; tất cả vẫn là một phần của Pháp ngày nay. Guadeloupe (bao gồm Marie-Galante và các đảo lân cận khác) và Martinique mỗi người là một bộ phận hải ngoại của Pháp, trong khi St. Barthélemy và Saint Martin từng trở thành cộng đồng hải ngoại của Pháp vào năm 2007.

## Nam Mỹ

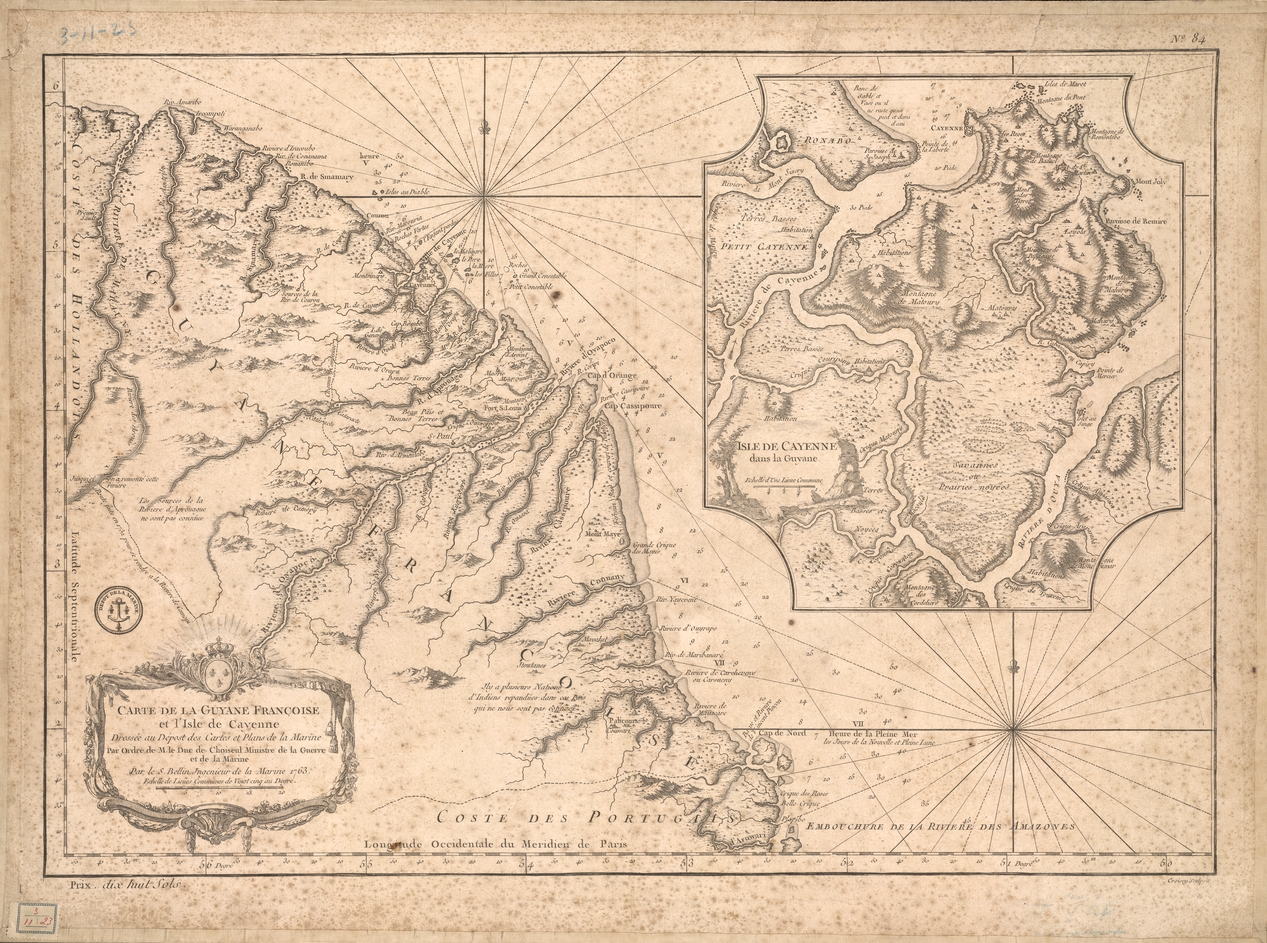
Bản đồ Guyane thuộc Pháp và Cayenne được tạo ra vào năm 1793 bởi Jacques-Nicolas Bellin (1703-1772), một người vẽ bản đồ được giao cho Hải quân Pháp.

Từ năm 1555 đến 1567, Huguenot thuộc Pháp dưới sự lãnh đạo của Phó đô đốc Nicolas Durand de Villegagnon, đã bắt đầu những gì sẽ trở thành thuộc địa tương lai của Pháp ở Antarctique. Họ đã cố gắng xâm chiếm Brasil thông qua Guanabara (Rio de Janeiro), nhưng đã bị người bản địa và người Bồ Đào Nha trục xuất. Từ năm 1612 đến 1615, họ đã thử lại ở São Luís ở Maranhão (dược coi là thành phố duy nhất do Pháp thành lập ở Brasil).
Guyane thuôc Pháp lần đầu tiên được xâm chiếm bởi Pháp trong năm 1604. Từ 1851-1951 là nơi được xây dựng thuộc địa hình sự khét tiếng của Đảo Quỷ (Île du Diable). Guyane hiện vẫn nằm dưới sự cai trị của Pháp.
Mặc dù bắt đầu mất một bờ biển rộng lớn đi từ phía đông bắc của băng đội trưởng Itamaracá (sau này được gọi là São Sebastos và cuối cùng là Paraíba do Norte trong sự khác biệt với Paraíba do Meio ở Alagoas và Paraíba do Sul ở São Paulo) đến Guianas toàn bộ phần Nam Mỹ và phía bắc nằm trong tay Pháp, Hà Lan và Anh) từ giữa năm 1585 với nền tảng là thành phố đầu tiên ở phía bắc Salvador (vốn là thủ đô duy nhất của Brazil với hơn 2 thế kỷ liên tiếp có tình trạng như vậy) và làng Olinda, người Pháp là lực lượng châu Âu lớn nhất trong gần như toàn bộ thế kỷ 16 ở hầu hết vùng Đông Bắc Nam Mỹ (thực tế, cho đến năm 1600 chỉ có PB và phía đông của RN đã được giải cứu khỏi sự cai trị của Pháp; ngay cả AP trên thực tế là thuộc địa của Pháp).